# 315 Constantia
Constantia è un asteroide della fascia principale. Scoperto nel 1891, presenta un'orbita caratterizzata da un semiasse maggiore pari a 2,2412003 UA e da un'eccentricità di 0,1682397, inclinata di 2,42642° rispetto all'eclittica.
Stanti i suoi parametri orbitali, è considerato un membro della famiglia Flora di asteroidi.
Il suo nome fu scelto da Camille Flammarion in onore alla costanza, giudicata, insieme alla perseveranza, la qualità essenziale che deve caratterizzare l'attività di un astronomo.